# Duomyia dete
Duomyia dete är en tvåvingeart som beskrevs av Mcalpine 1973. Duomyia dete ingår i släktet Duomyia och familjen bredmunsflugor. Inga underarter finns listade i Catalogue of Life.